# Megargel
Megargel è un centro abitato degli Stati Uniti d'America, situato nella contea di Archer dello Stato del Texas. Fa parte della Wichita Falls metropolitan area. Secondo il censimento effettuato ne 2010, abitavano nella città 203 persone. Essa prende il nome da Roy C. Megargel, il presidente della ferrovia che sviluppò la comunità.

## Geografia fisica
Megargel è situata a 33°27′14″N 98°55′39″W (33.453883, -98.927546).
Secondo l'Ufficio del censimento degli Stati Uniti d'America la città ha un'area totale di 0.6 miglia quadrate (1.6 km²), costituiti completamente dalla terra ferma.

## Storia
La comunità fu fondata nel 1910, durante i lavori di costruzione della ferrovia tra Jacksboro e Seymour; fu battezzata Megargel in onore di Roy C. Megargel, presidente della società ferroviaria Gulf, Texas and Western Railroad.

## Società

### Evoluzione demografica

#### Censimento del 2000
| Anno       | Popolazione | ±%     |
| ---------- | ----------- | ------ |
| 1930       | 813         | Note:  |
| 1940       | 531         | −34.7% |
| 1950       | 347         | −34.7% |
| 1960       | 417         | 20.2%  |
| 1970       | 373         | −10.6% |
| 1980       | 381         | 2.1%   |
| 1990       | 244         | −36.0% |
| 2000       | 248         | 1.6%   |
| 2010       | 203         | −18.1% |
| Stima 2015 | 194         | −4.4%  |

Secondo il censimento del 2000, c'erano 248 persone, 104 nuclei familiari e 66 famiglie residenti nella città. La densità di popolazione era di 404.4 persone per miglio quadrato (157.0/km²). C'erano 132 unità abitative a una densità media di 215.3 per miglio quadrato (83.6/km²). La composizione etnica della città era formata dal 93.55% di bianchi, lo 0.81% di afroamericani, lo 0.40% di nativi americani, l'1.21% di asiatici, e il 4.03% di altre o due o più etnie. Ispanici o latinos di qualunque razza erano il 6.05% della popolazione.
C'erano 104 nuclei familiari di cui il 29.8% aveva figli di età inferiore ai 18 anni, il 51.0% erano coppie sposate conviventi, il 7.7% aveva un capofamiglia femmina senza marito, e il 35.6% erano non-famiglie. Il 31.7% di tutti i nuclei familiari erano individuali e il 8.7% aveva componenti con un'età di 65 anni o più che vivevano da soli. Il numero di componenti medio di un nucleo familiare era di 2.38 e quello di una famiglia era di 2.97.
La popolazione era composta dal 24.2% di persone sotto i 18 anni, il 5.6% di persone dai 18 ai 24 anni, il 29.0% di persone dai 25 ai 44 anni, il 26.6% di persone dai 45 ai 64 anni, e il 14.5% di persone di 65 anni o più. L'età media era di 41 anni. Per ogni 100 femmine c'erano 100.0 maschi. Per ogni 100 femmine dai 18 anni in su, c'erano 116.1 maschi.
Il reddito medio di un nucleo familiare era di 30,000 dollari, e quello di una famiglia era di 36,250 dollari. I maschi avevano un reddito medio di 26,429 dollari contro i 23,750 dollari delle femmine. Il reddito pro capite era di 14,783 dollari. Circa il 4.2% delle famiglie e il 4.3% della popolazione erano sotto la soglia di povertà.

## Cultura

### Istruzione
La comunità è servita dalla Olney Independent School District.
In passato era presente anche la Megargel Independent School District. L'11 aprile 2006 il The Dallas Morning News mise in prima pagina su un articolo questo distretto scolastico. La scuola (insieme alla città) attraversava un forte declino, ed era a corto di fondi. Il consiglio scolastico il 13 maggio 2006 votò per consolidarla con la Olney ISD, il distretto scolastico della vicina Olney (distante circa 12 miglia a sud-est), ma gli elettori non erano d'accordo. I proponenti sostennero che la scuola (che aveva solo 63 studenti, tra cui solo uno in seconda media) non poteva più continuare a svolgere la sua funzione, e che il consolidamento con il vicino distretto (che aveva invece circa 800 studenti) avrebbe fornito maggiori opportunità per il buon conseguimento degli studi scolastici. Gli oppositori temevano invece che la chiusura della scuola avrebbe causato la scomparsa della città a scomparire. Alla fine ci fu una votazione, dove si decise di consolidare i due distretti. La scuola e l'intero distretto scolastico chiusero dopo la fine dell'anno scolastico.